# 極楽寺 (岡崎市)
極楽寺（ごくらくじ）は、愛知県岡崎市中町にある曹洞宗の寺院。

## 概要

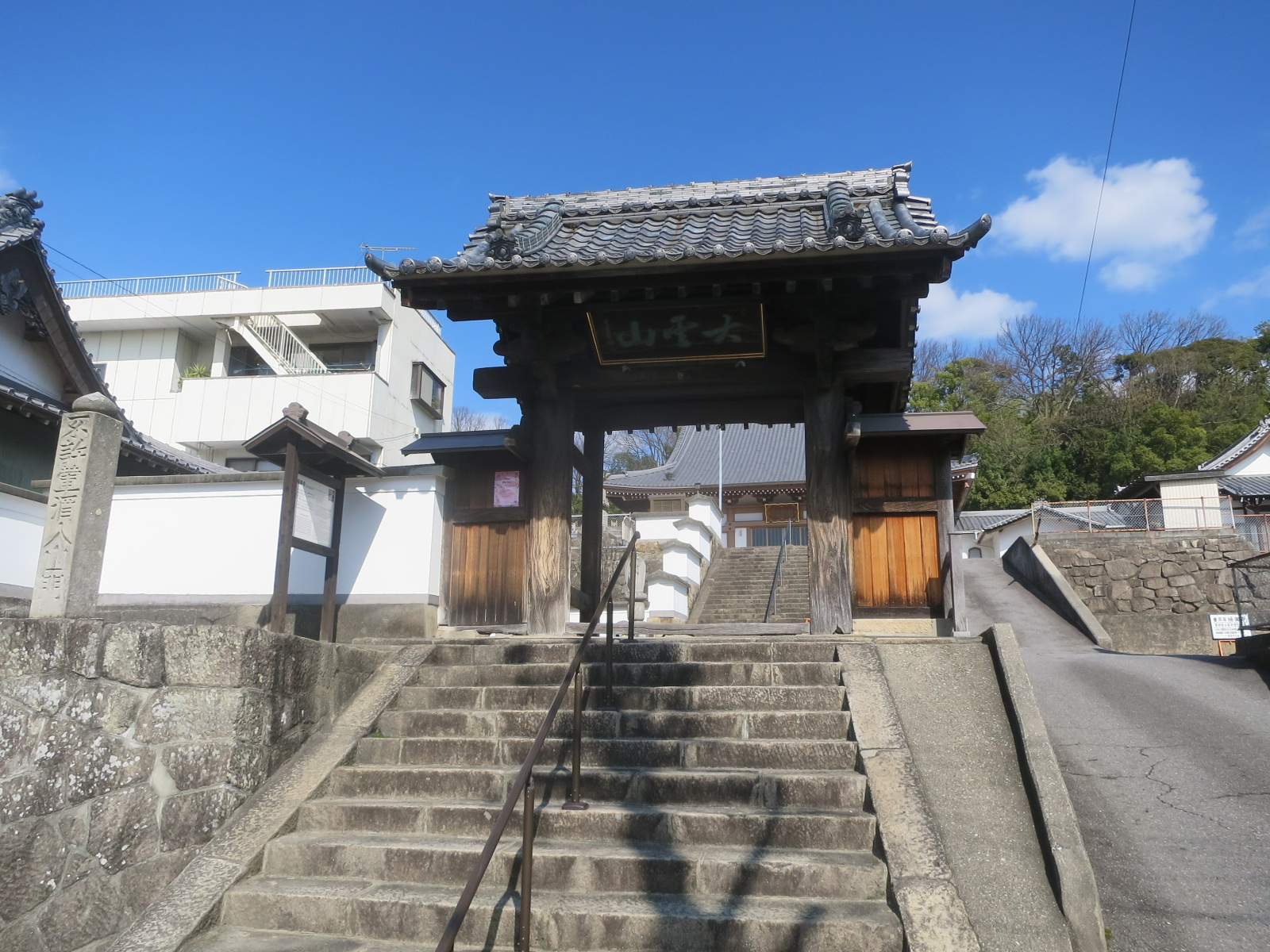
極楽寺山門

永禄9年（1566年）6月、徳川家康は岡崎城中に新田白山社を建立。その新田白山社の別当慶安周賀が開山したものといわれている。天正3年（1575年）6月に周賀が現在の地に移転して創建した。本寺の開創については、周賀の姪で家康の乳母の局の尽力によるところが多いといわれ、局の文字を瓦に用い局寺とも呼ばれた。
天正14年（1586年）4月12日の家康朱印状で2石5斗2升の地と山が安堵された。そして寛永13年（1693年）11月9日付の徳川家光朱印状でこれが朱印高とされた。その後衰退したが、元禄2年（1689年）に龍海院の僧石泉孤円が再興し、龍海院末とされた。石泉の次の鉄舟宗海の代にそれまでの福応山を改号した。
1945年（昭和20年）7月20日の岡崎空襲により焼失。1985年（昭和60年）、鉄筋コンクリート構造の本堂等が再建された。
江戸中期の伝馬町の塩問屋で文人の国分伯機や、宗徧流茶道の継承者の龍渓和尚の墓がある。

## 札所
- 三河三十三観音霊場：番外

## 交通手段
- 名鉄バス：市民病院方面「徳王神社前」停留所下車、北へ500メートル。